# Châteaubourg (Ille y Vilaine)
 Châteaubourg  es una población y comuna francesa, situada en la región de Bretaña, departamento de Ille y Vilaine, en el distrito de Rennes y cantón de Châteaubourg.

## Demografía

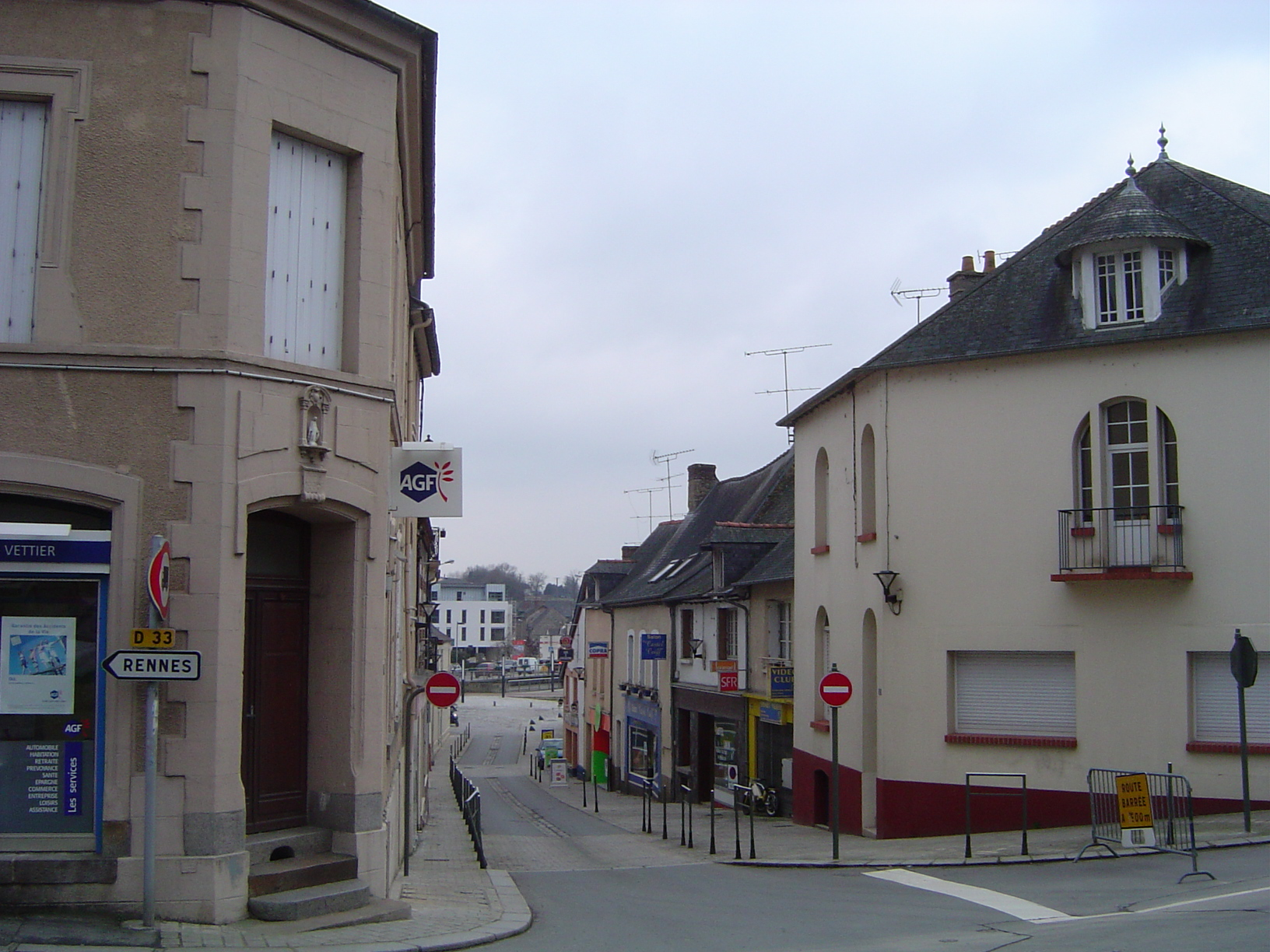
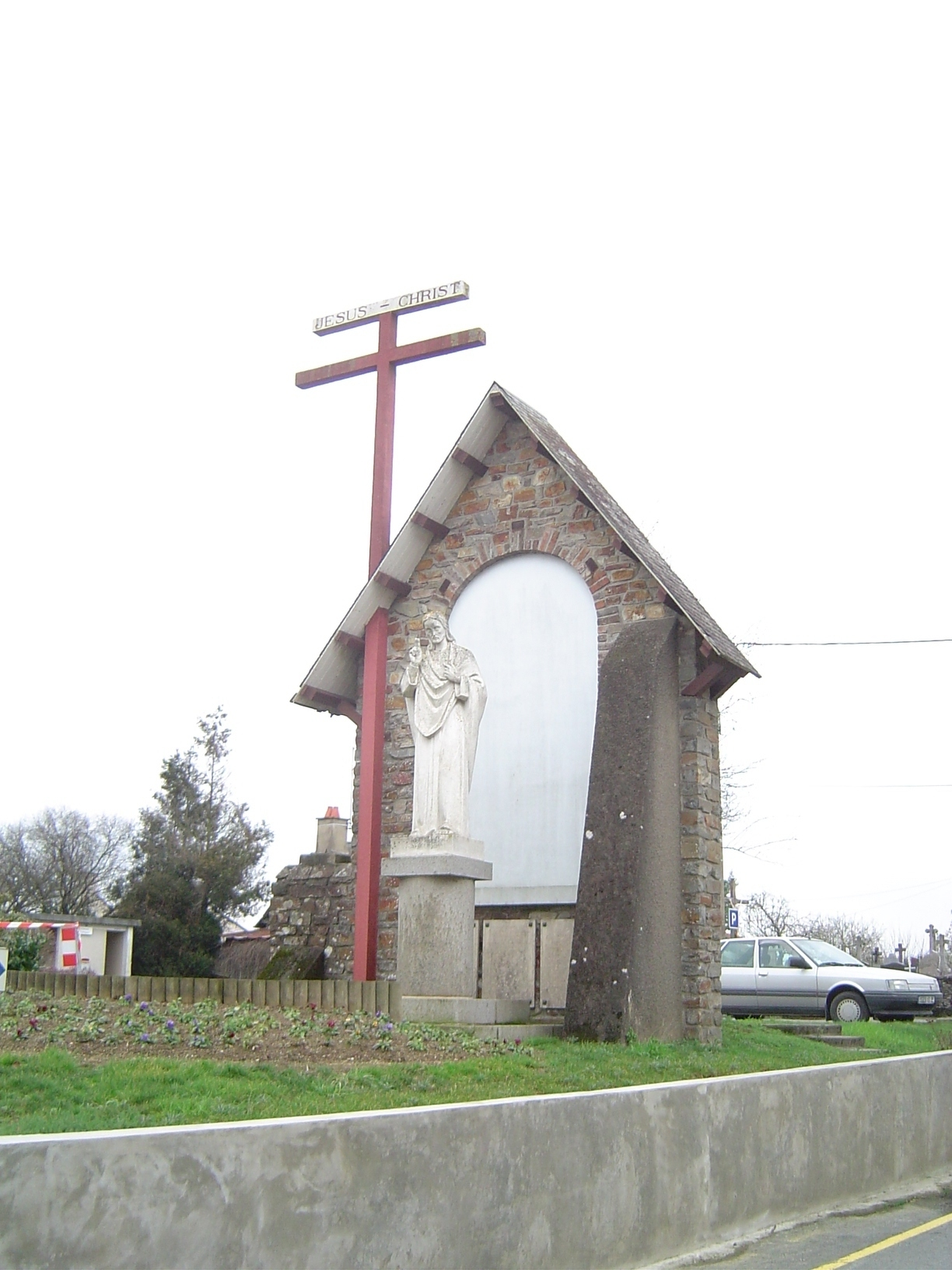
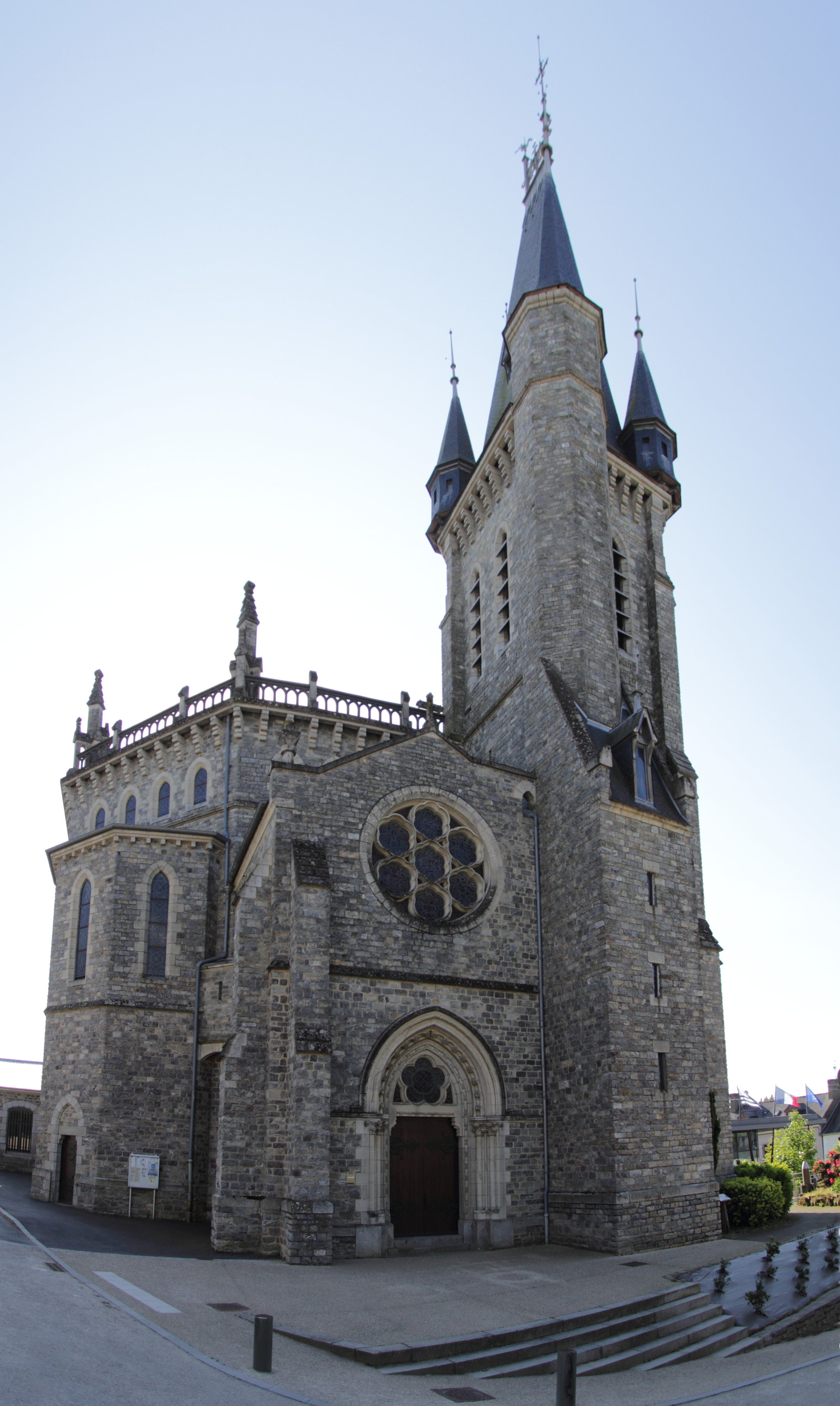
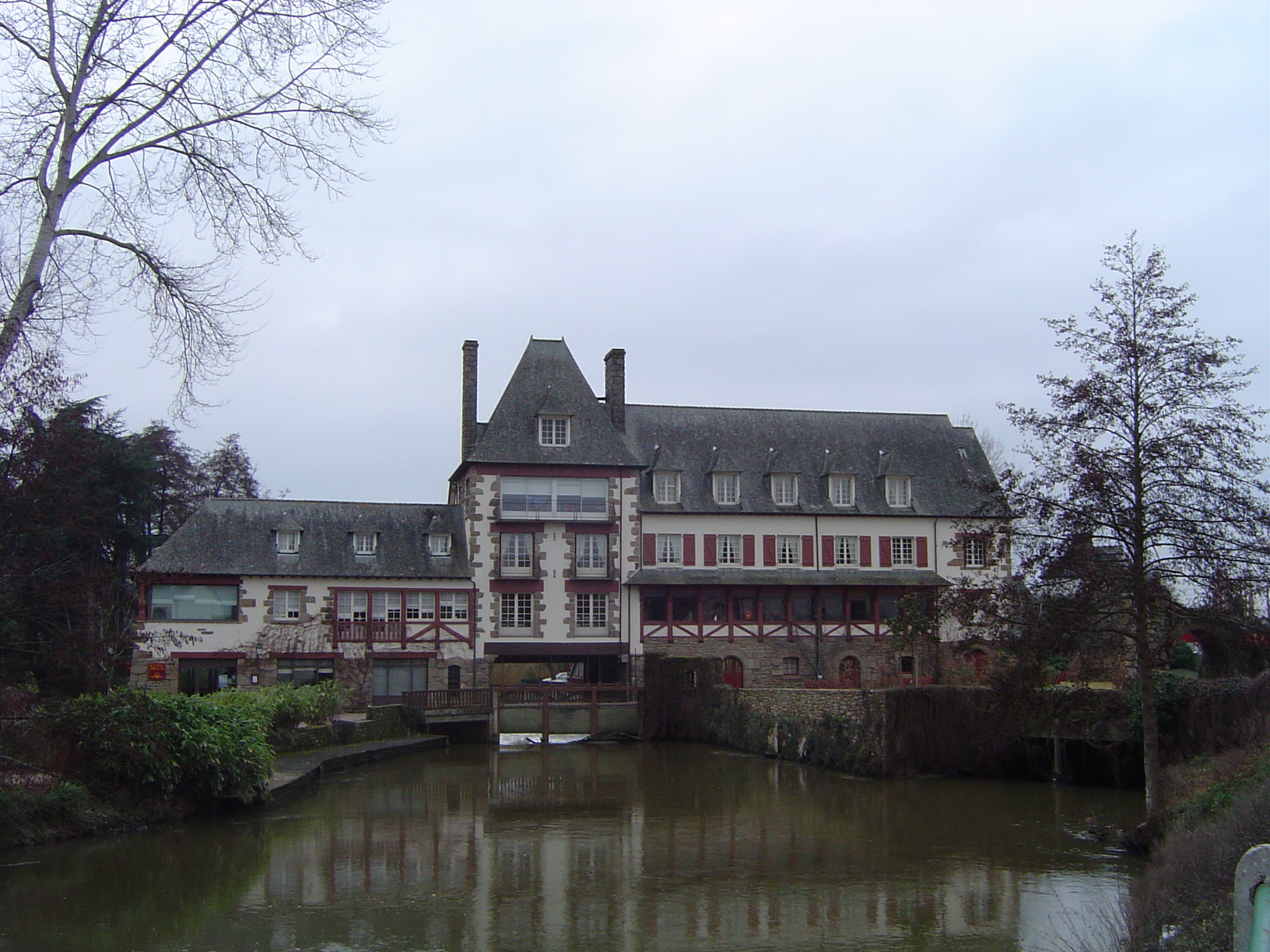
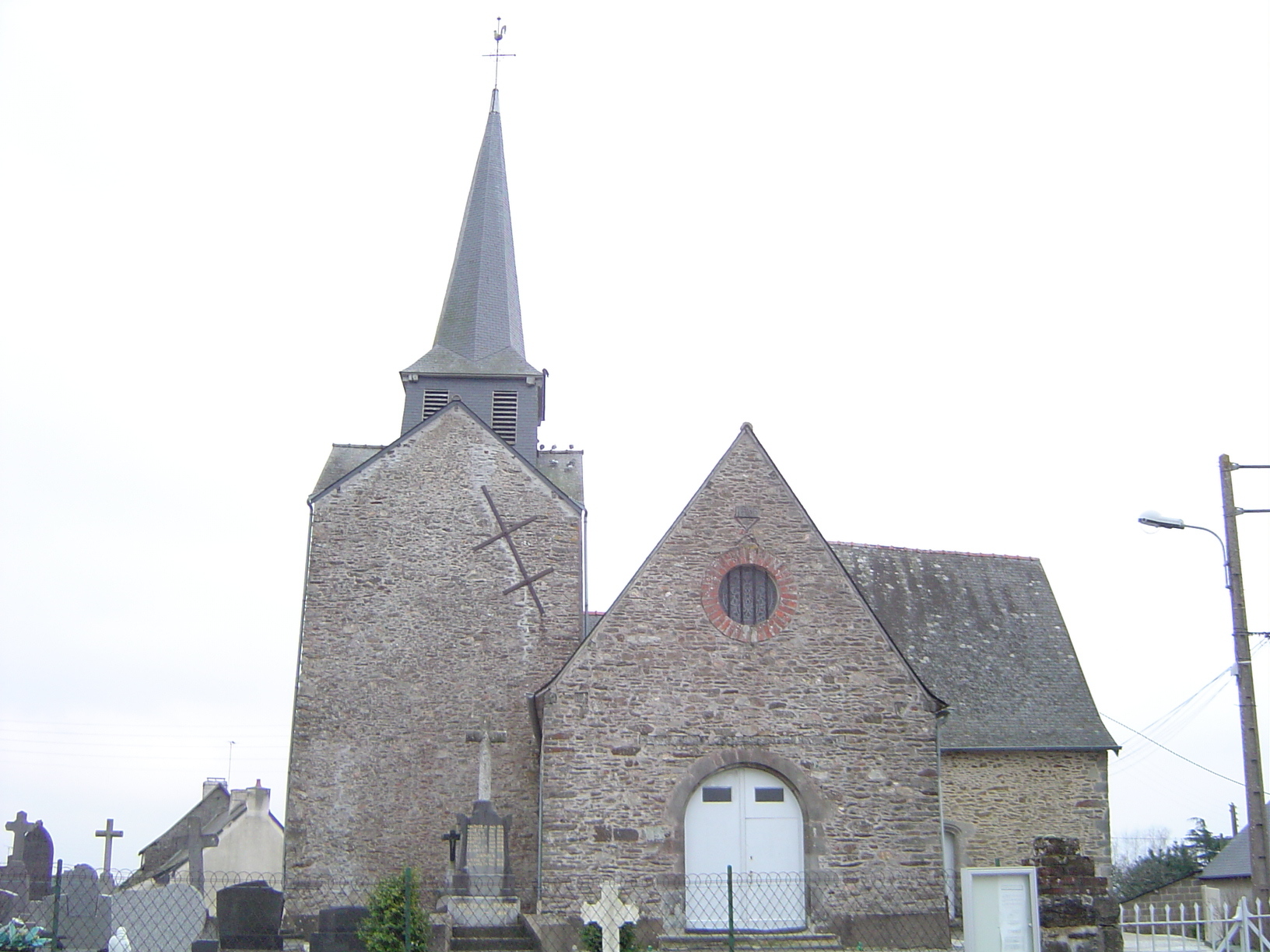

| 2352 | 2634 | 2937 | 3526 | 4056 | 4877 |
| Para los censos de 1962 a 1999 la población legal corresponde a la población sin duplicidades (Fuente: INSEE [Consultar]) |      |      |      |      |      |